# 爆発物
爆発物（ばくはつぶつ）とは、化学的またはエネルギー的に不安定で、刺激や衝撃によって爆発と呼ばれる熱と衝撃波を伴う急速な化学変化を生じさせる物質、物体のこと。安全性の観点から不特定多数の者が立ち入る施設、公共交通機関では持ち込みが制限されるほか、危険性によっては製造及び移動についても規制される。

## 歴史

GHSに定める爆発物の表示。

国際連合危険物輸送勧告に定める爆発物の表示の例。

欧州の旧危険物指令に定める爆発物のハザードシンボル。

人類の歴史において最も早く発明された爆発物は黒色火薬であり、中国においておおよそ800年から850年ごろに発明されたとみられている。当初は硝石の配合比率が少なかったため爆発はしなかったと考えられているが、硝石配合比率が徐々に高くなるにつれて爆発性を持つようになり、13世紀前半にはごく初期の爆弾である「震天雷」が開発されている。黒色火薬はやがて1270年から1280年ごろにはイスラム諸国に伝播し、1300年ごろにはヨーロッパへの伝播も確認されている。黒色火薬は火砲や銃、花火といった発明品を生み出しつつ、1000年以上にわたって人類の知る唯一の爆発物となっていた。ただし黒色火薬は高価で信頼性が低いうえ非常に危険だったため、採鉱や土木工事への利用は限定的なものにとどまり、大半は軍事面での利用となっていた。
火薬に代わる爆発物が登場したのは、科学革命と産業革命によって人類の知識の著しく増大した19世紀中盤であり、ドイツのクリスチアン・シェーンバインが1845年にニトロセルロースを、イタリアのアスカニオ・ソブレロが1847年にニトログリセリンをそれぞれ発明した。これらの新しい爆発物は非常に不安定であり、相次いで爆発事故を起こしたため多くの国で製造が禁止された。しかし1866年にスウェーデンのアルフレッド・ノーベルがニトログリセリンを珪藻土にしみこませることで安定化させ、新しい火薬であるダイナマイトを発明。これによりニトログリセリンは安定して使用可能となり、人類は火薬を越える新しい爆発物を手に入れた。1875年にはゼリグナイトも発明された。この2つの爆発物は主に鉱山や建設現場で使用され、大規模工事の効率を大幅に向上させた。また、ニトロセルロースの方も1886年にポール・ヴィエイユがB火薬を発明し、さらに1889年にはフレデリック・エイベルとジェイムズ・デュワーによってより安全なコルダイトが発明されて、実用化のめどがついた。この両爆発物の開発以降も、次々と新しい爆発物が開発されるようになった。1891年にはトリニトロトルエン（TNT）の生産が開始された。なお、例えば1917年のハリファックス大爆発を始めとして爆発物による事故は幾度となく起きている。

## 爆発物となりうる物質、物体
- 火薬（黒色火薬、花火など）
- 一部の化合物（ニトログリセリンなど）
- 密封状態のガス及びガス化する固体、液体（LPG、ドライアイス、ガソリンなど）
- 一部の元素（ナトリウム、マグネシウム、リン、ウランなど）